# Idris annexia
Idris annexia är en stekelart som beskrevs av Durgadas Mukerjee 1981. Idris annexia ingår i släktet Idris och familjen Scelionidae. Inga underarter finns listade i Catalogue of Life.